# Oxalis sylvicola
Oxalis sylvicola är en harsyreväxtart som beskrevs av Henry Nicholas Ridley. Oxalis sylvicola ingår i släktet oxalisar, och familjen harsyreväxter. Inga underarter finns listade i Catalogue of Life.